# Bs (símbolo monetario)
Bs es un símbolo utilizado para representar la unidad monetaria de dos divisas de América del Sur: el Boliviano (de código ISO 4217: BOB) de Bolivia y el Bolívar (de código ISO: VES) de Venezuela. Ambos signos monetarios actualmente vigentes, el primero desde 1987 durante la administración del presidente boliviano Víctor Paz Estenssoro como una de las medidas económicas destinadas a atender la crisis de ese entonces y, el segundo desde 1879 durante la administración de Antonio Guzmán Blanco como presidente de Venezuela, para reemplazar el antiguo signo denominado el Venezolano.